# Helicopha hortena
Helicopha hortena är en nattsländeart som beskrevs av Mosely in Mosely och Douglas E. Kimmins 1953. Helicopha hortena ingår i släktet Helicopha och familjen Helicophidae. Inga underarter finns listade i Catalogue of Life.